# Rzeki na Łotwie

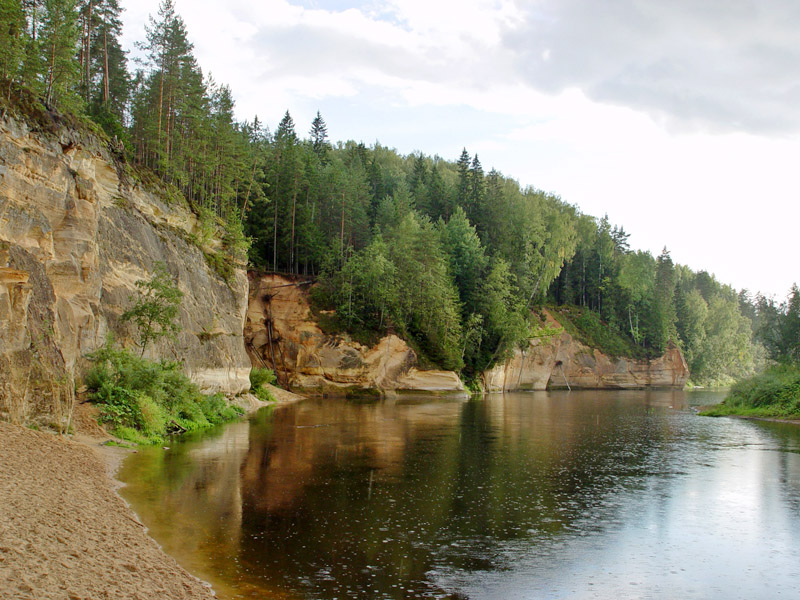
Gauja

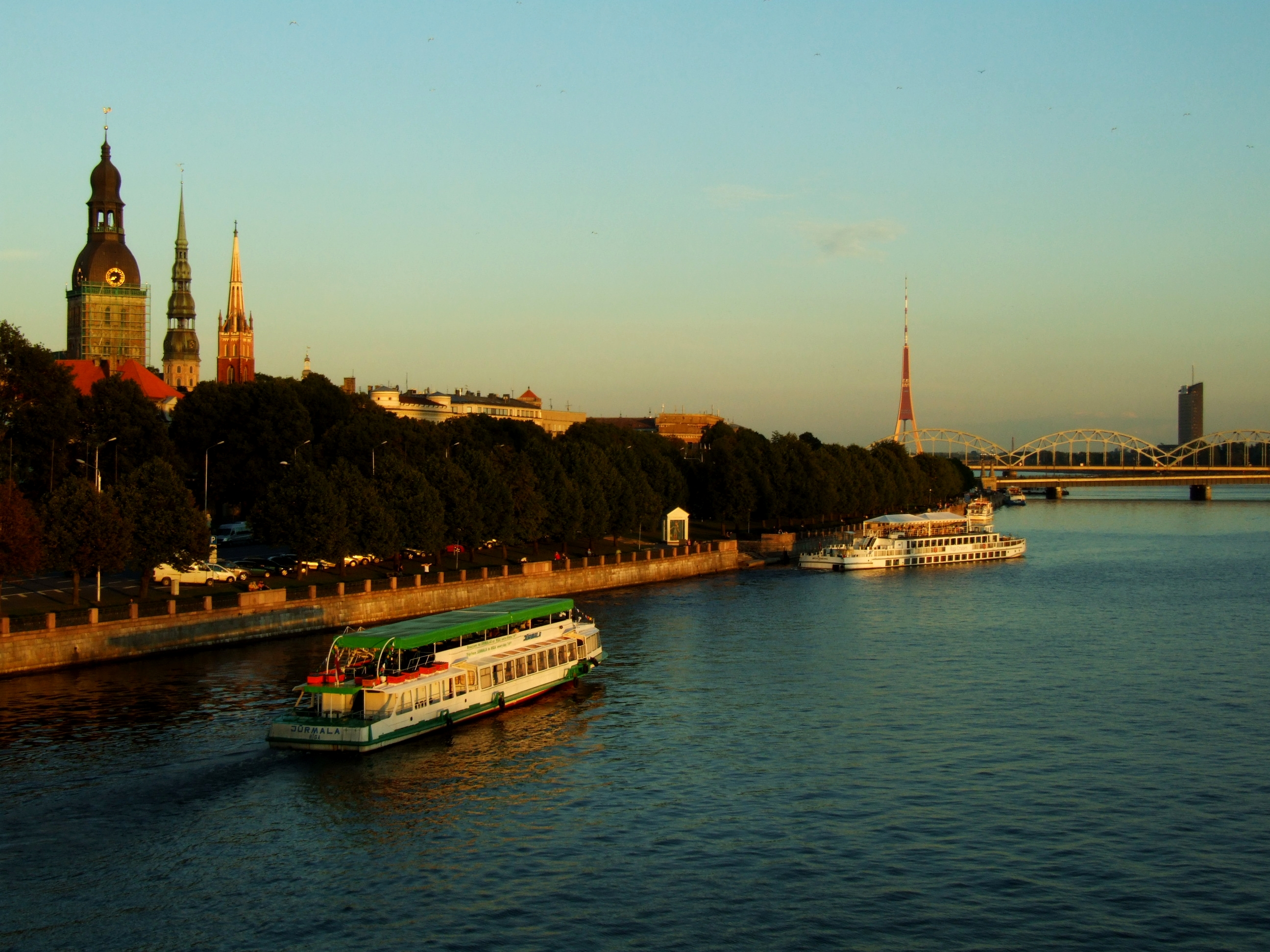
Dźwina

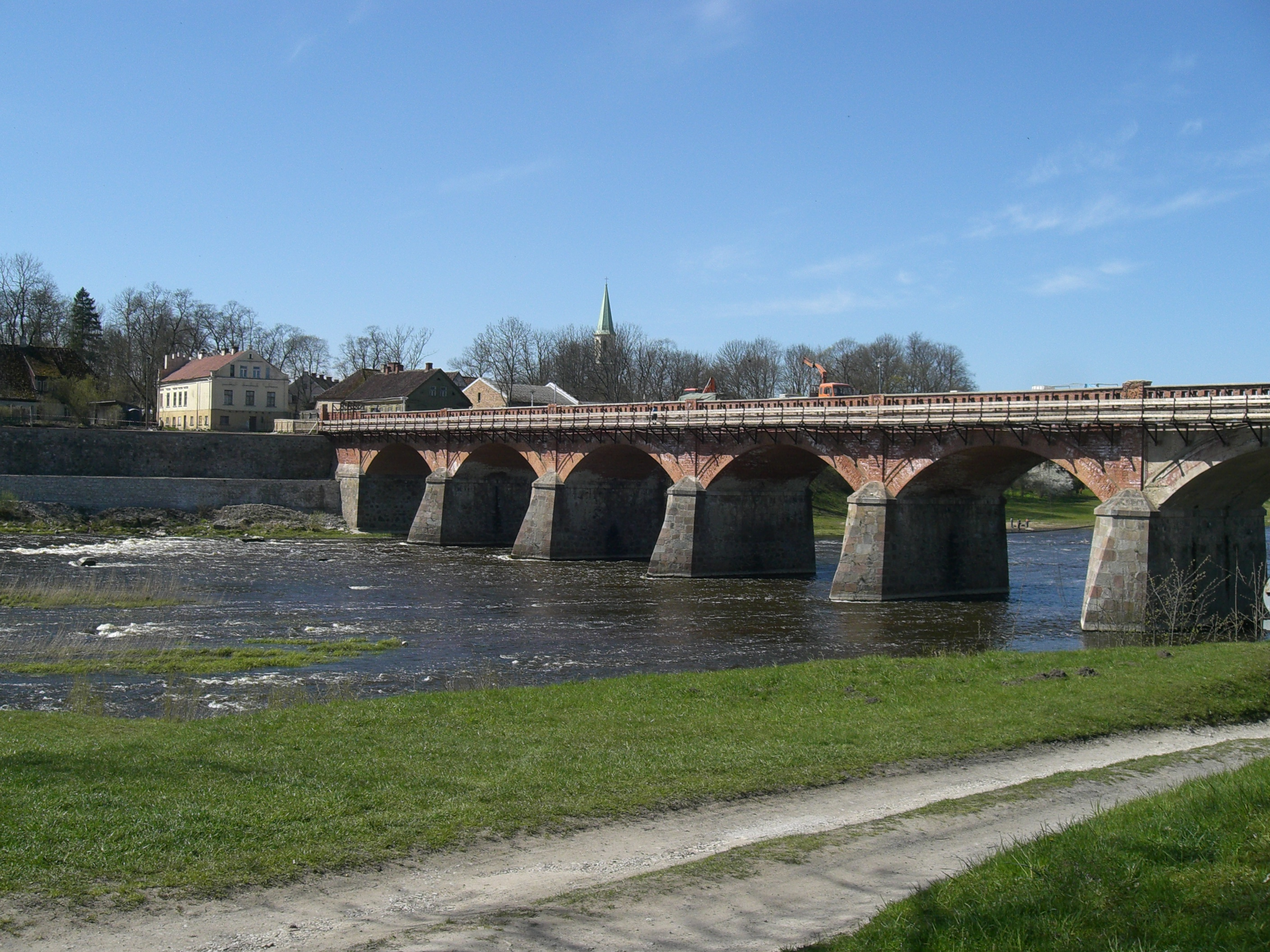
Windawa

Lista rzek na Łotwie o długości powyżej 100 km:

## Lista
| Lp. | Nazwa                | Długość (na Łotwie) (w km) | Łączna długość (w km) | Powierzchnia dorzecza (w km²) | Ujście          |
| --- | -------------------- | -------------------------- | --------------------- | ----------------------------- | --------------- |
| 1.  | Gauja                | 452                        | 452                   | 8900                          | Zatoka Ryska    |
| 2.  | Dźwina (Daugava)     | 352                        | 1005                  | 87900                         | Zatoka Ryska    |
| 3.  | Ogre                 | 188                        | 188                   | 1730                          | Dźwina          |
| 4.  | Windawa (Venta)      | 178                        | 346                   | 11800                         | Morze Bałtyckie |
| 5.  | Ekawa (Iecava)       | 136                        | 136                   | 1166                          | Lelupa          |
| 6.  | Pededze              | 131                        | 159                   | 1690                          | Ewikszta        |
| 7.  | Abava                | 129                        | 129                   | 2042                          | Windawa         |
| 8.  | Lelupa (Lielupe)     | 119                        | 119                   | 17600                         | Zatoka Ryska    |
| 9.  | Rzeżyca (Rēzekne)    | 116                        | 116                   | 2066                          | Ewikszta        |
| 10. | Niemenek (Mēmele)    | 115                        | 191                   | 4050                          | Lelupa          |
| 11. | Ewikszta (Aiviekste) | 114                        | 114                   | 9300                          | Dźwina          |
| 12. | Bērze                | 109                        | 109                   | 915                           | Svēte           |
| 13. | Dubna                | 105                        | 105                   | 2780                          | Dźwina          |